# ایستگاه راه‌آهن مرکزی فرانکفورت
ایستگاه راه‌آهن مرکزی فرانکفورت (انگلیسی: Frankfurt) یک ایستگاه راه‌آهن در فرانکفورت، هسن است.
این ایستگاه که در سال ۱۸۸۸ تأسیس شده به خطوط راه‌آهن سراسری آلمان (دویچه بان)، اینترسیتی-اکسپرس و متروی فرانکفورت متصل است.

## نگارخانه

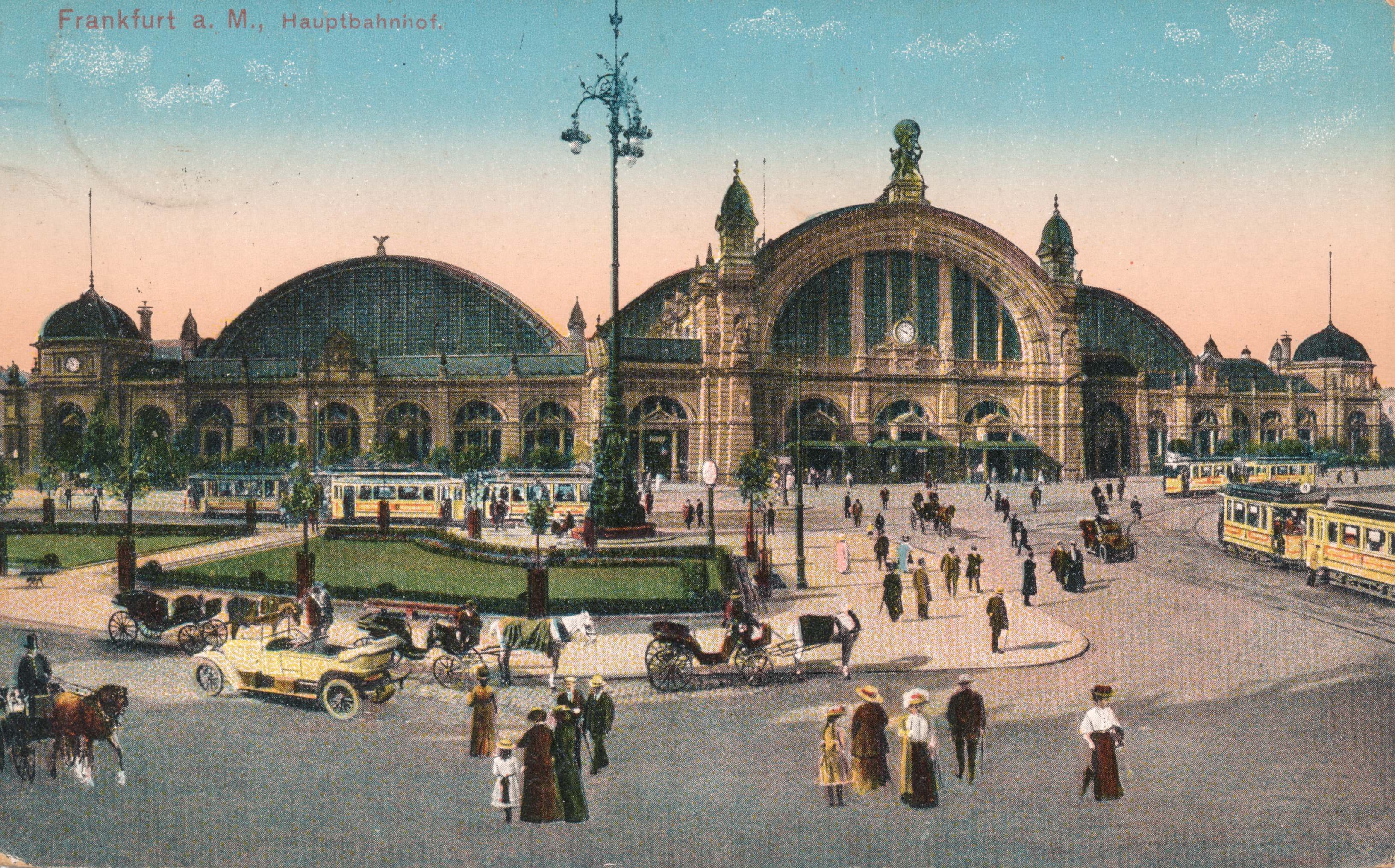
۱۹۱۵
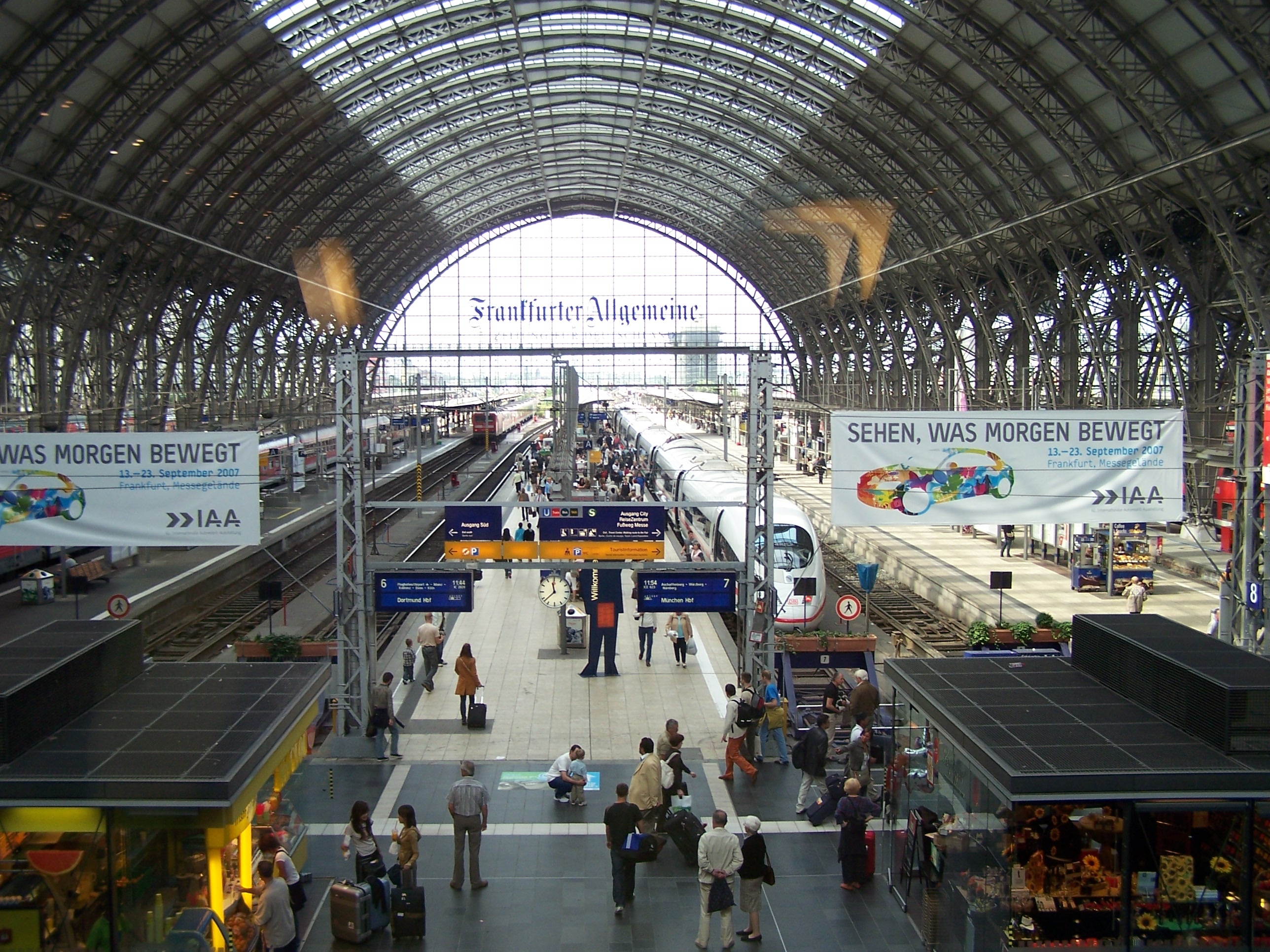
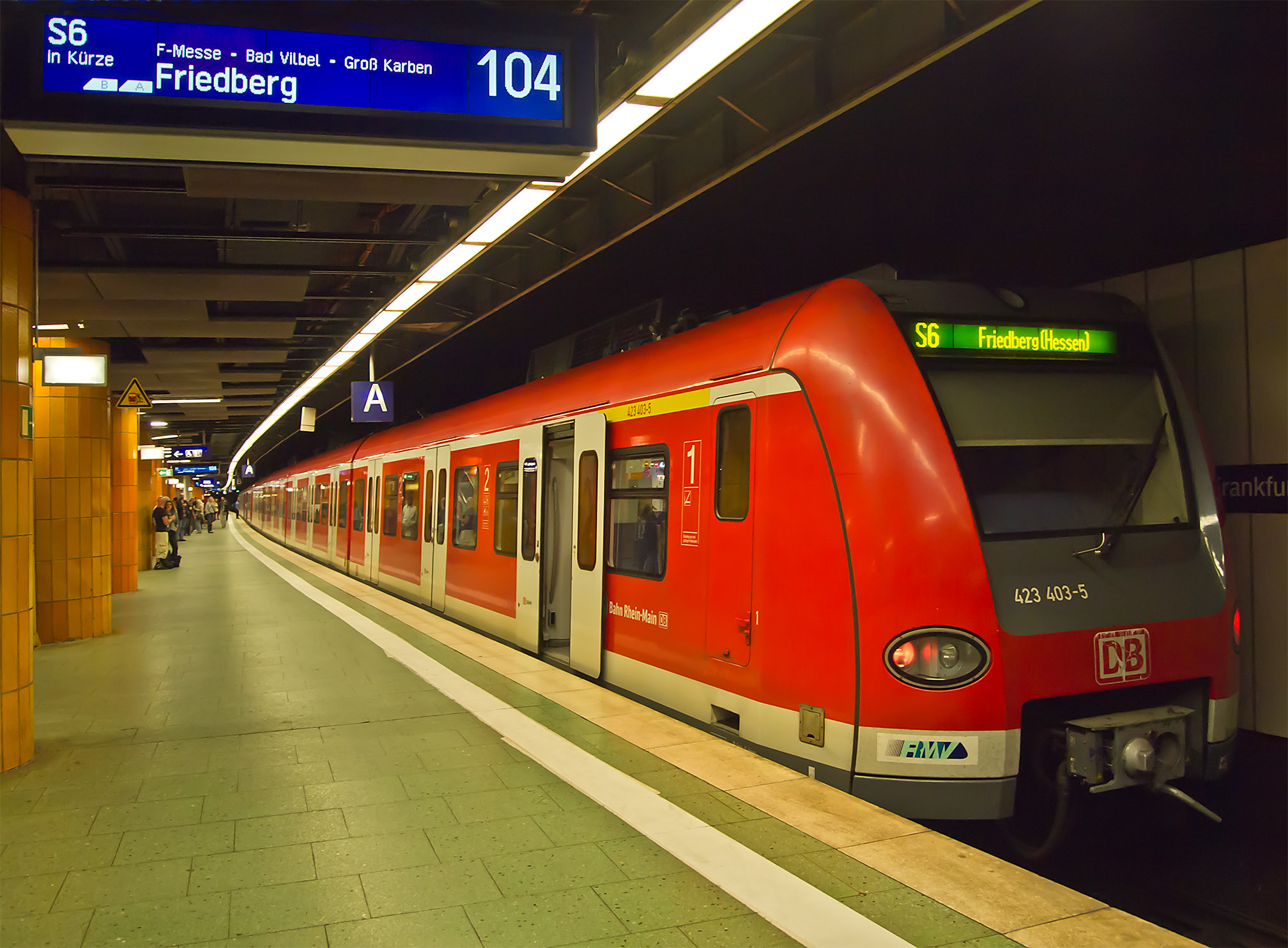
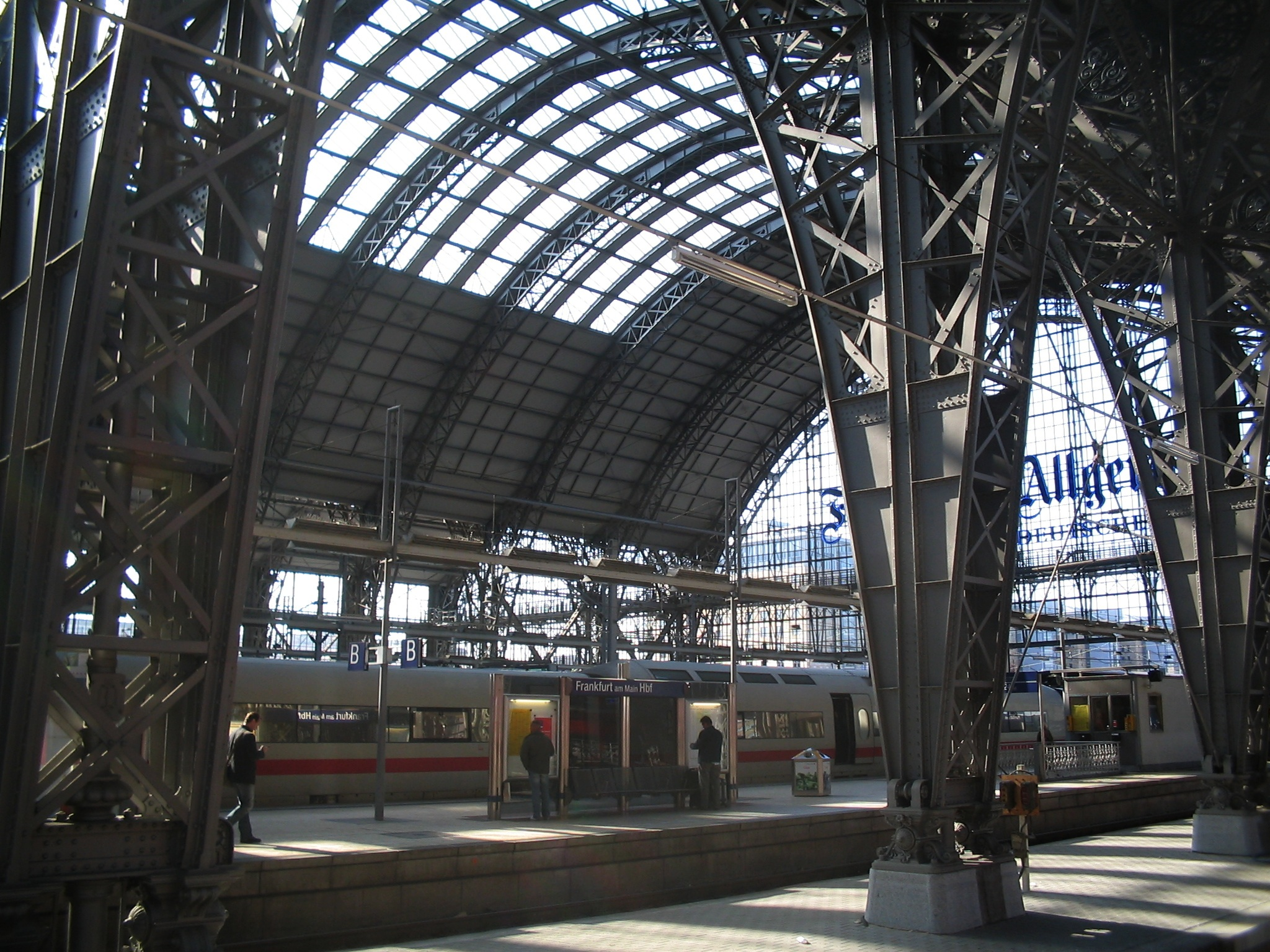
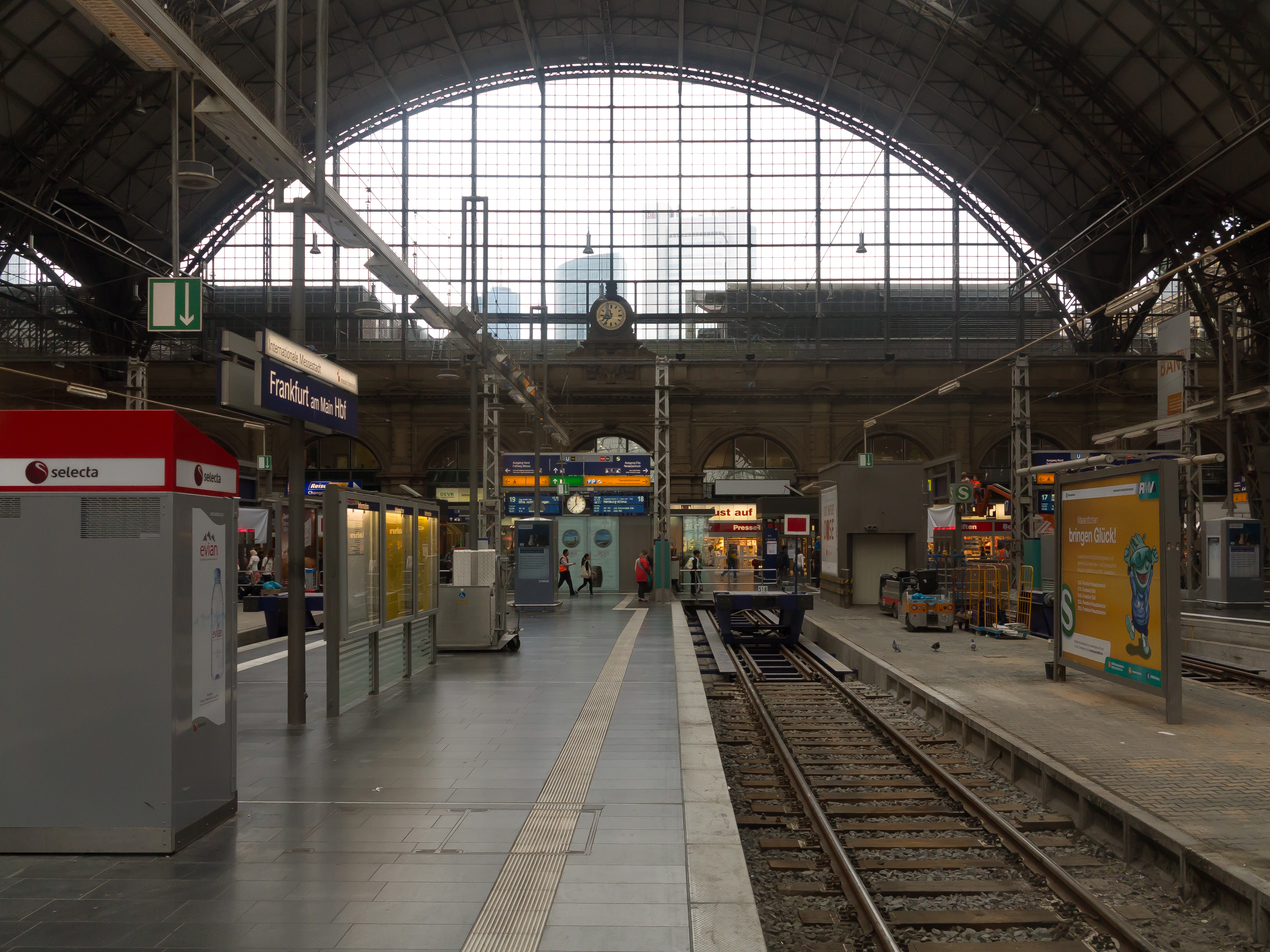
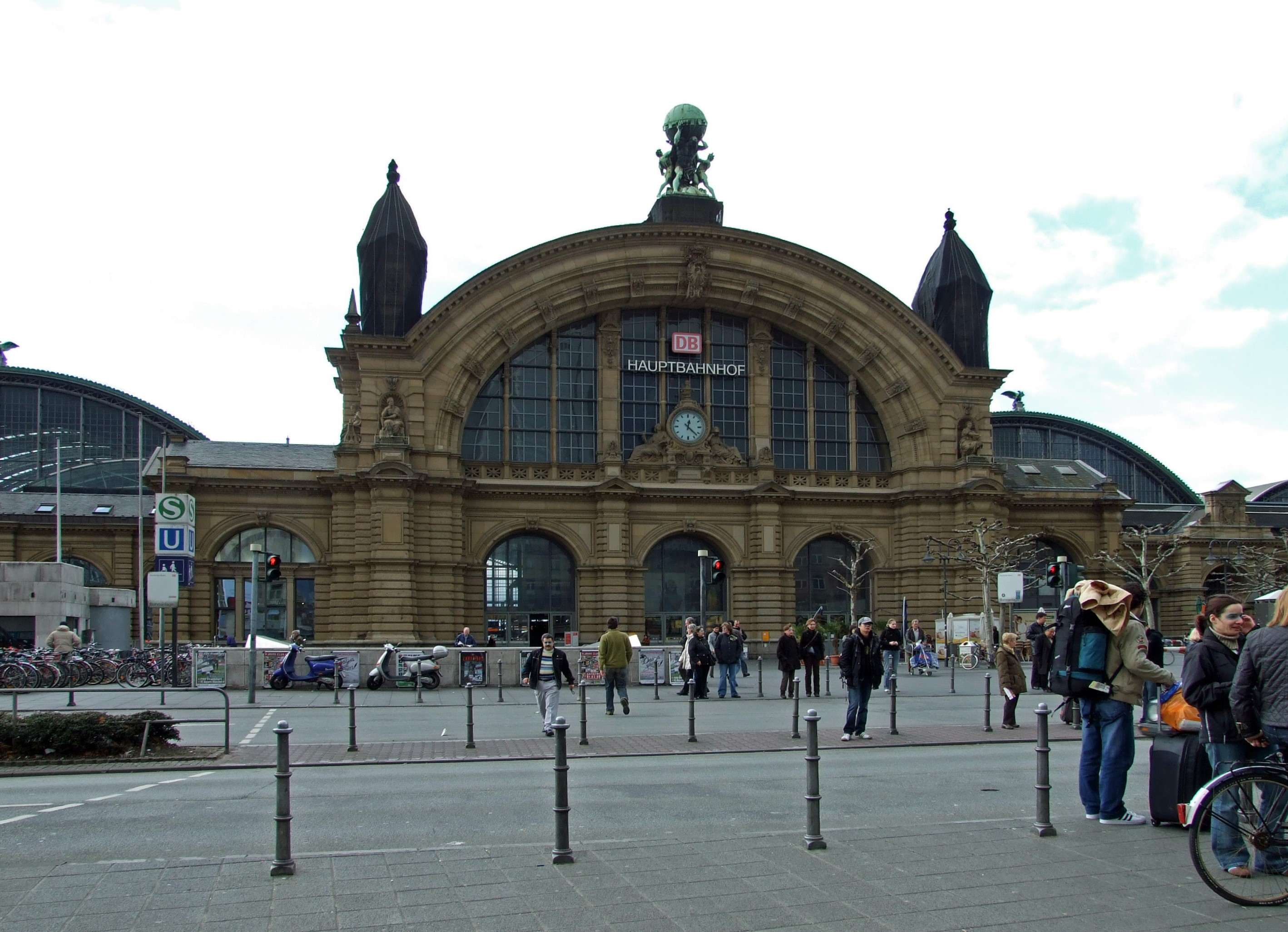